# Campionat del Món de motociclisme de 1959
La temporada de 1959 del Campionat del món de motociclisme fou l'11a edició d'aquest campionat, organitzat per la FIM. Com a l'any anterior, hi va haver pocs fabricants participant oficialment al campionat, ja que se n'havien retirat els italians que havien signat el pacte d'abstenció i les principals marques angleses. Les novetats en aquest camp van ser el retorn al campionat de Benelli, després d'haver-se'n retirat el 1952, i el debut d'Honda, el primer fabricant japonès a participar oficialment en un Gran Premi, concretament al TT de l'Illa de Man, on Naomi Taniguchi va quedar sisè a la cursa de 125cc amb la moto japonesa.
Com a conseqüència de la poca implicació dels fabricants, MV Agusta es va endur fàcilment els títols de constructors de totes les categories, tret de la de sidecars. Pel que fa als  pilots, els membres del seu equip oficial Carlo Ubbiali i John Surtees van assolir-hi sengles doblets (Ubbiali als 125cc i 250cc i Surtees als 350cc i 500cc).
Cal destacar la primera victòria en un Gran Premi d'un jove pilot anglès que participava en el mundial per segon any consecutiu, Mike Hailwood, qui va guanyar la cursa de 125cc del Gran Premi de l'Ulster amb la seva Ducati.

## Campions del món
Pilots
| 125cc         | 250cc         | 350cc        | 500cc        |
| ------------- | ------------- | ------------ | ------------ |
| Carlo Ubbiali | Carlo Ubbiali | John Surtees | John Surtees |

Constructors
| 125cc     | 250cc     | 350cc     | 500cc     |
| --------- | --------- | --------- | --------- |
| MV Agusta | MV Agusta | MV Agusta | MV Agusta |

Sidecars
| Pilot / Passatger              | Constructor |
| ------------------------------ | ----------- |
| Walter Schneider / Hans Strauß | BMW         |

## Grans Premis

### Sistema de puntuació
Barem de puntuació de 1950 a 1968:
| Posició | 1 | 2 | 3 | 4 | 5 | 6 |
| Punts   | 8 | 6 | 4 | 3 | 2 | 1 |

Resultats comptabilitzats:
- A totes les categories (125cc, 250cc, 350cc, 500cc i Sidecars), es comptaven només els quatre millors resultats.

### Calendari
| Cursa | Data          | Gran Premi                | Circuit                  |
| ----- | ------------- | ------------------------- | ------------------------ |
| 1     | 17 de maig    | Gran Premi de França      | Clermont-Ferrand         |
| 2     | 6 de juny     | IOM TT                    | Snaefell i Clypse Course |
| 3     | 14 de juny    | Gran Premi d'Alemanya     | Hockenheimring           |
| 4     | 27 de juny    | Dutch TT                  | Assen                    |
| 5     | 5 de juliol   | Gran Premi de Bèlgica     | Spa-Francorchamps        |
| 6     | 26 de juliol  | Gran Premi de Suècia      | Råbelövsbanan            |
| 7     | 8 d'agost     | Gran Premi de l'Ulster    | Dundrod                  |
| 8     | 6 de setembre | Gran Premi de les Nacions | Monza                    |

### Guanyadors
| Cursa | Gran Premi                | 125cc             | 250cc             | 350cc        | 500cc        | Resultats |
| ----- | ------------------------- | ----------------- | ----------------- | ------------ | ------------ | --------- |
| 1     | Gran Premi de França      |                   |                   | John Surtees | John Surtees | Resultat  |
| 2     | IOM TT                    | Tarquinio Provini | Tarquinio Provini | John Surtees | John Surtees | Resultat  |
| 3     | Gran Premi d'Alemanya     | Carlo Ubbiali     | Carlo Ubbiali     | John Surtees | John Surtees | Resultat  |
| 4     | Dutch TT                  | Carlo Ubbiali     | Tarquinio Provini |              | John Surtees | Resultat  |
| 5     | Gran Premi de Bèlgica     | Carlo Ubbiali     |                   | John Surtees | John Surtees | Resultat  |
| 6     | Gran Premi de Suècia      | Tarquinio Provini | Gary Hocking      | John Surtees |              | Resultat  |
| 7     | Gran Premi de l'Ulster    | Mike Hailwood     | Gary Hocking      | John Surtees | John Surtees | Resultat  |
| 8     | Gran Premi de les Nacions | Ernst Degner      | Carlo Ubbiali     | John Surtees | John Surtees | Resultat  |

### Accident mortal
Adolfo Covi es va morir arran d'un accident a la cursa de 500cc del Gran Premi de les Nacions.

## Galeria

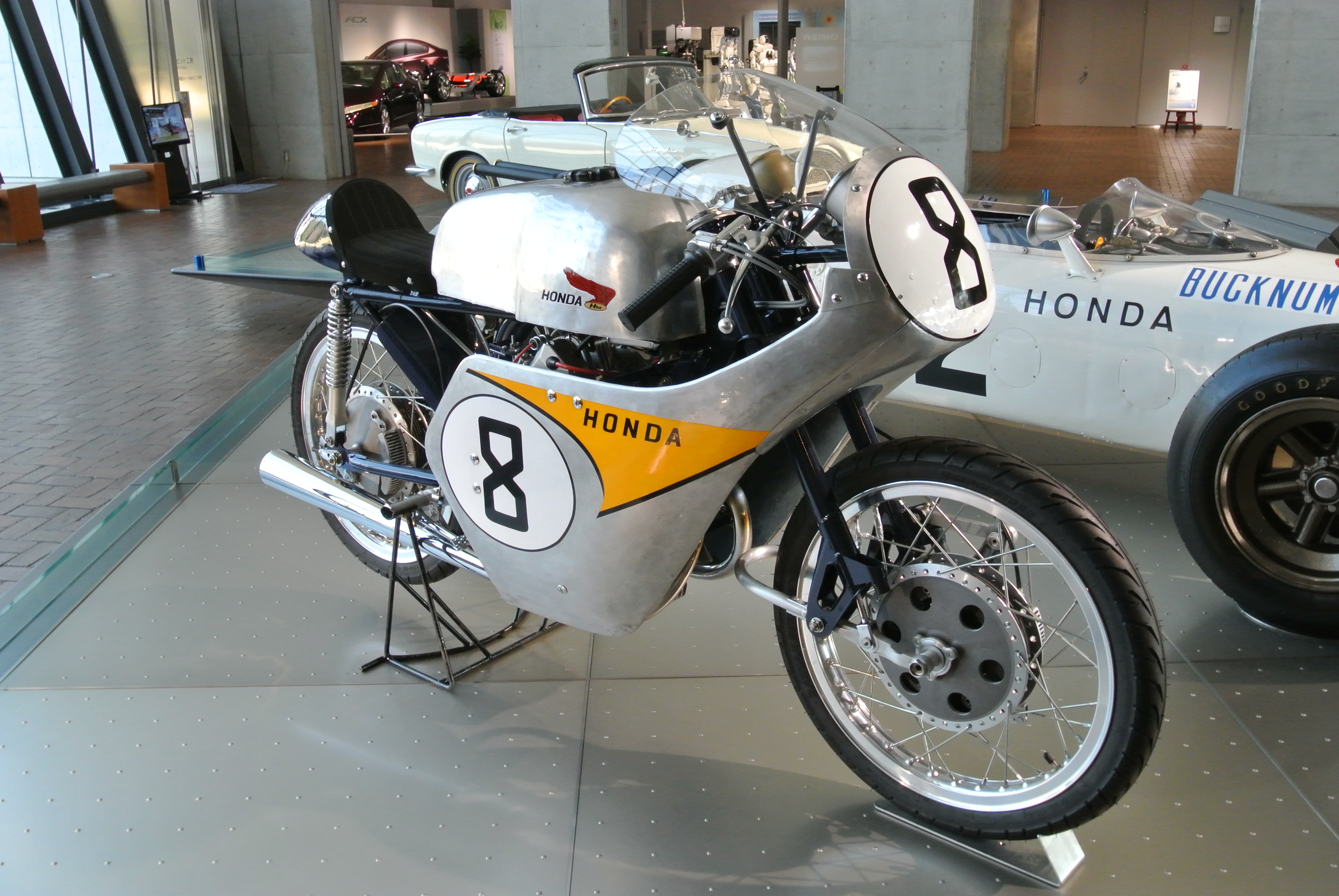
Una de les primeres Honda de Gran Premi: la RC142 que pilotà Naomi Taniguchi als 125cc
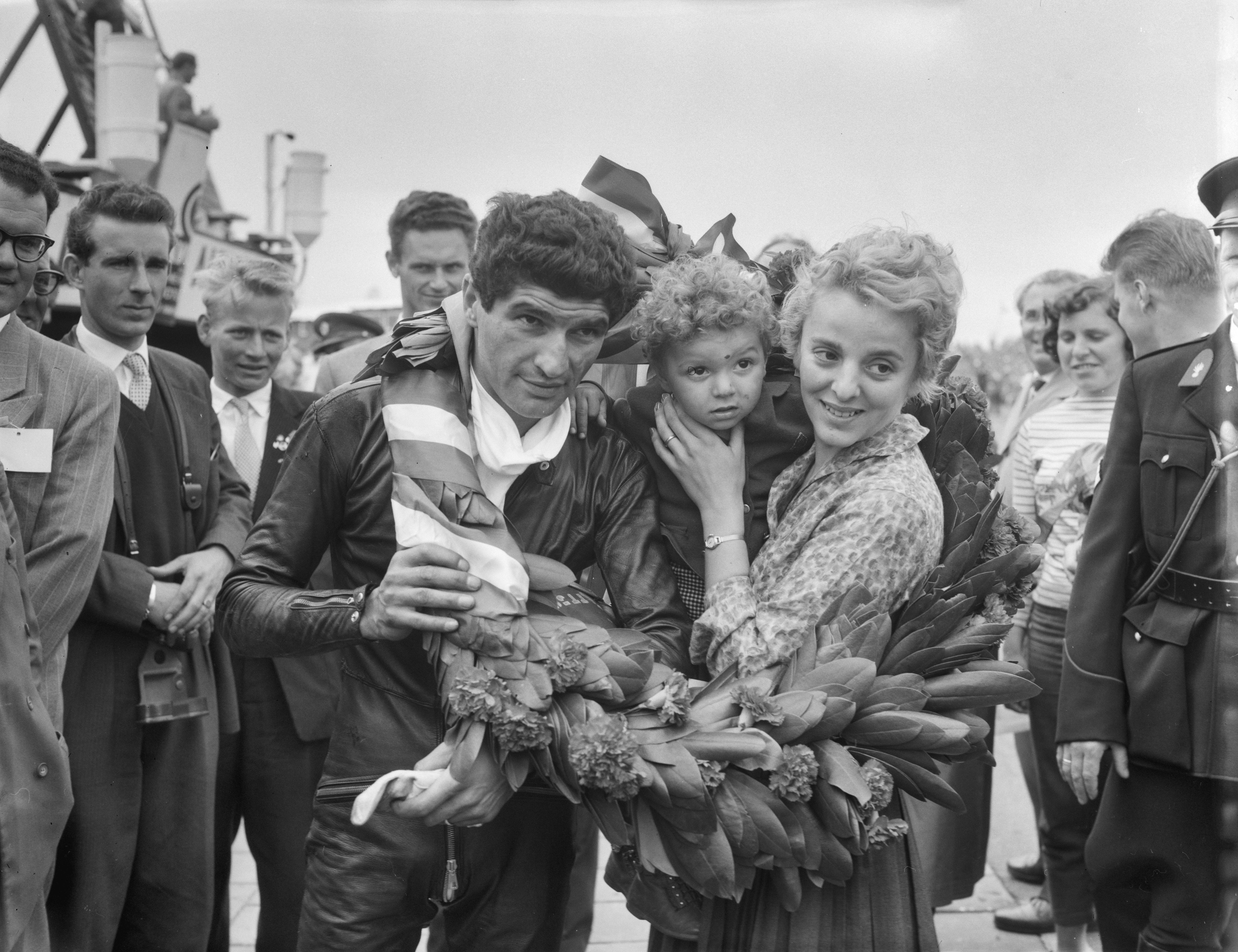
Tarquinio Provini, subcampió de 125cc
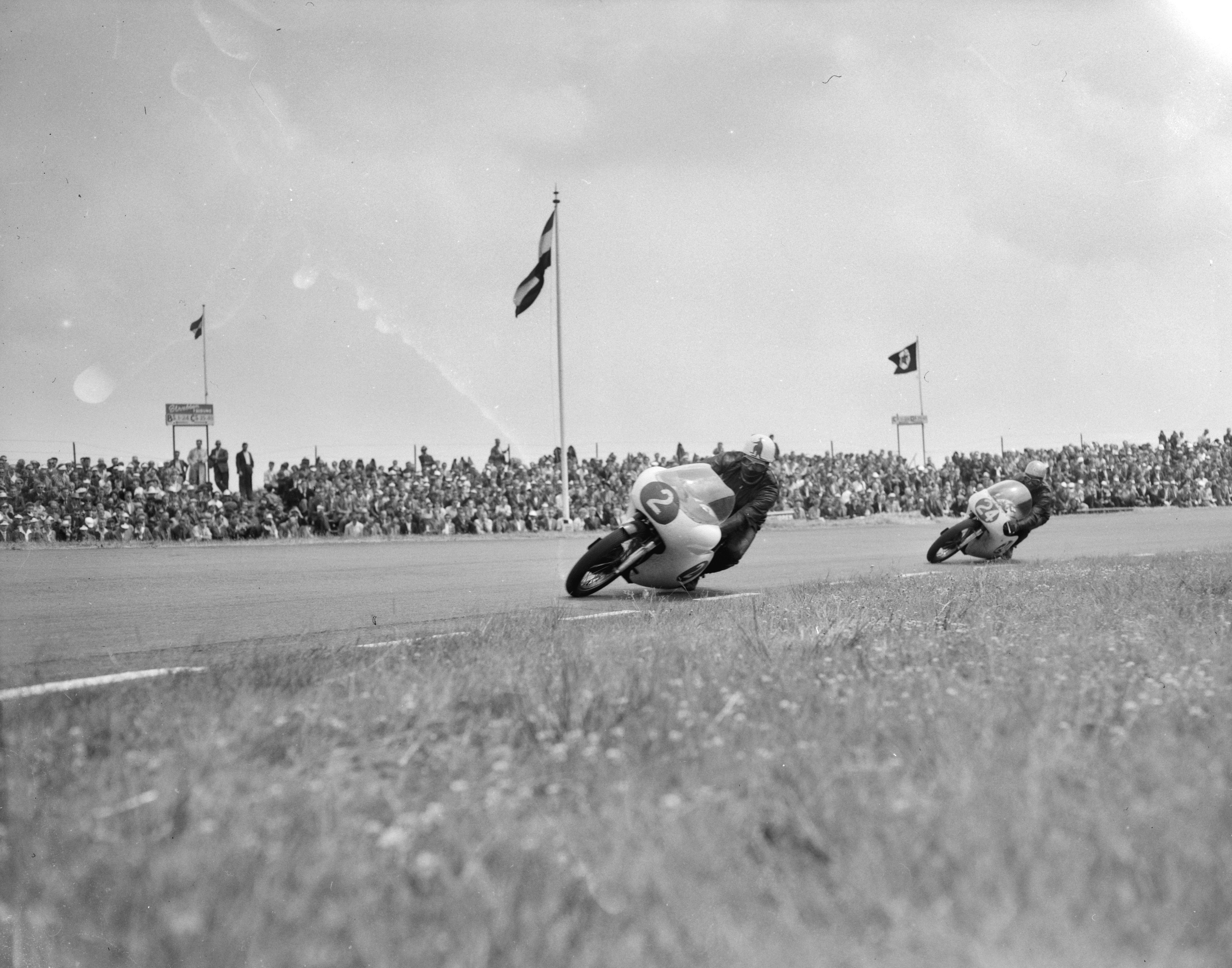
Bob Brown (2), tercer als 350cc
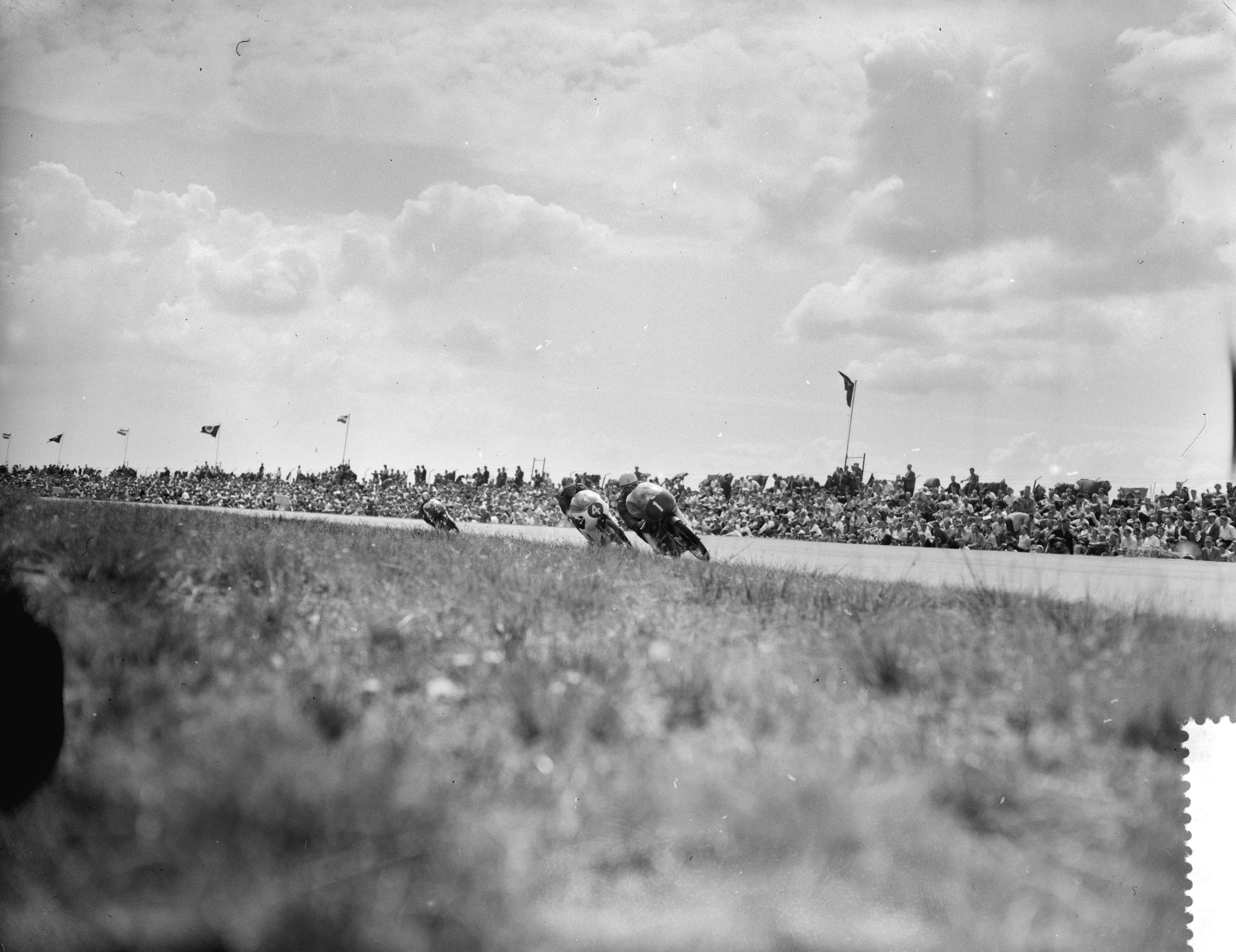
John Surtees (1), campió de 350 i 500cc

## Classificació dels pilots

### 500 cc
| Pos | Pilot                    | Moto      | FRA · | IOM · | GER · | NED · | BEL · | ULS · | NAT · | Pts |
| --- | ------------------------ | --------- | ----- | ----- | ----- | ----- | ----- | ----- | ----- | --- |
| 1   | John Surtees             | MV Agusta | 1     | 1     | 1     | 1     | 1     | 1     | 1     | 32  |
| 2   | Remo Venturi             | MV Agusta | 2     |       | 2     | 3     | 5     |       | 2     | 22  |
| 3   | Bob Brown                | Norton    | 9     | 3     | 3     | 2     | 4     | 5     | 4     | 17  |
| 4   | Geoff Duke               | Norton    |       |       | 9     |       | 3     | 3     | 3     | 12  |
| 5   | Gary Hocking             | Norton    | 3     |       | Ret   | Ret   | 2     | Ret   | Ret   | 10  |
| 6   | Bob McIntyre             | Norton    |       | 5     |       |       |       | 2     |       | 8   |
| 7   | Alistair King            | Norton    |       | 2     |       |       |       | 6     |       | 7   |
| 8   | Dickie Dale              | BMW       | 4     | Ret   | Ret   | 4     | 8     | 7     | Ret   | 6   |
| 9   | Terry Shepherd           | Norton    | 5     | Ret   |       |       |       | 4     |       | 5   |
| 10  | John Hempleman           | Norton    | 17    |       | 5     | Ret   | Ret   | 8     | 5     | 4   |
| 11  | Derek Powell             | Matchless |       | 4     |       |       |       | 14    |       | 3   |
| 12  | Ken Kavanagh             | Norton    |       | NVC   | 4     | Ret   | Ret   |       |       | 3   |
| 13  | Paddy Driver             | Norton    | 6     | 6     | Ret   | Ret   |       | Ret   | 6     | 3   |
| 14  | Jim Redman               | Norton    |       | Ret   | Ret   | 5     | 9     | Ret   | Ret   | 2   |
| 15  | Bob Anderson             | Norton    | 8     | Ret   |       | Ret   | 6     |       |       | 1   |
| 16  | Ron Miles                | Norton    |       | 12    | 12    | 6     |       | 11    |       | 1   |
| 17  | Alois Huber              | BMW       |       |       | 6     |       |       |       |       | 1   |
| 18  | Tom Phillis              | Norton    | 7     | 16    | Ret   | Ret   | 7     | Ret   |       | 0   |
| 19  | Hans-Günter Jäger        | BMW       | 11    |       | 10    | 7     | 16    |       | 8     | 0   |
| 20  | Ernst Hiller             | BMW       |       |       | 8     | Ret   |       |       | 7     | 0   |
| 21  | Geoff Tanner             | Norton    |       |       | 7     | 9     | 11    |       |       | 0   |
| 22  | Alan Shepherd            | Matchless |       | 7     |       |       |       | 9     |       | 0   |
| 23  | George Catlin            | Matchless |       | 8     |       |       |       |       |       | 0   |
| =   | Anton Elbersen           | BMW       |       |       | 8     |       |       |       |       | 0   |
| 25  | Ralph Rensen             | Norton    | 10    | 9     |       |       |       | 10    |       | 0   |
| 26  | Karl Untersteggaber      | Norton    |       |       |       |       |       |       | 9     | 0   |
| 27  | Derek Minter             | Norton    |       | Ret   |       | Ret   | 10    |       |       | 0   |
| =   | Peter Pawson             | Norton    |       | 10    |       | Ret   |       | Ret   |       | 0   |
| 29  | Paolo Campanelli         | Norton    |       |       |       |       |       |       | 10    | 0   |
| 30  | Jacques Insermini        | Norton    |       |       |       |       |       |       | 11    | 0   |
| =   | Brian Setchell           | Norton    |       | 11    |       |       |       |       |       | 0   |
| =   | Evert Carlsson           | BMW       |       |       | 11    |       |       |       |       | 0   |
| 33  | Raymond Bogaerdt         | Norton    |       |       |       | Ret   | 12    |       |       | 0   |
| 34  | Jaques Collot            | Norton    | 12    |       |       |       |       |       |       | 0   |
| =   | Vasco Loro               | Norton    |       |       |       |       |       |       | 12    | 0   |
| =   | Stephen Murray           | Matchless |       |       |       |       |       | 12    |       | 0   |
| 37  | Mike Hailwood            | Norton    |       | Ret   |       |       | 13    |       | Ret   | 0   |
| =   | Alfredo Milani           | Gilera    |       |       |       | Ret   | Ret   |       | 13    | 0   |
| 39  | Guy Ligier               | Norton    | 13    |       |       |       |       |       |       | 0   |
| =   | Rudolf Gläser            | Norton    |       |       | 13    |       |       |       |       | 0   |
| =   | Robin Fitton             | Norton    |       |       |       |       |       | 13    |       | 0   |
| =   | Bill Smith               | Matchless |       | 13    |       |       |       |       |       | 0   |
| 43  | Yvon Callede             | Norton    |       |       | 14    |       |       |       |       | 0   |
| =   | Ewan Haldane             | Norton    |       | 14    |       |       |       |       |       | 0   |
| =   | C. Maubert               | Norton    | 14    |       |       |       |       |       |       | 0   |
| =   | Jules Nies               | Matchless |       |       |       |       | 14    |       |       | 0   |
| 47  | Don Chapman              | Norton    |       | Ret   |       |       |       | 15    |       | 0   |
| 48  | Maurice de Polo          | Norton    | 15    |       |       |       |       |       |       | 0   |
| =   | Raymond Hanset           | Norton    |       |       |       |       | 15    |       |       | 0   |
| =   | Bob Rowbottom            | Norton    |       | 15    |       |       |       |       |       | 0   |
| 51  | Tommy McLeod             | Norton    |       |       |       |       |       | 16    |       | 0   |
| =   | Albert Montagne          | Norton    | 16    |       |       |       |       |       |       | 0   |
| 53  | Jean-Pierre Bayle        | Norton    |       |       | Ret   |       | 17    |       |       | 0   |
| =   | Stan Cameron             | Matchless |       | Ret   |       |       |       | 17    |       | 0   |
| 55  | Joe Wright               | Norton    |       | 17    |       |       |       |       |       | 0   |
| 56  | Edwin-Martin Grant       | Norton    |       | 18    |       |       |       |       |       | 0   |
| =   | Jimmy Jones              | Norton    |       |       |       |       |       | 18    |       | 0   |
| 58  | William McCosh           | Matchless |       |       |       |       |       | 19    |       | 0   |
| =   | Fred Stevens             | AJS       |       | 19    |       |       |       |       |       | 0   |
| 60  | Martin Brosnan           | Norton    |       |       |       |       |       | 20    |       | 0   |
| =   | Ed LaBelle               | BMW       |       | 20    |       |       |       |       |       | 0   |
| 62  | G. Northwood             | Norton    |       | 21    |       |       |       |       |       | 0   |
| =   | Willie White             | Norton    |       |       |       |       |       | 21    |       | 0   |
| 64  | Vernon Cottle            | Norton    |       | 22    |       |       |       |       |       | 0   |
| =   | Harry Grant              | Matchless |       |       |       |       |       | 22    |       | 0   |
| 66  | Frank Gordon             | Norton    |       |       |       |       |       | 23    |       | 0   |
| 67  | Ernie Oliver             | AJS       |       |       |       |       |       | 24    |       | 0   |
| 68  | Jack Shannon             | BSA       |       |       |       |       |       | 25    |       | 0   |
| 69  | John Brown               | Norton    |       |       |       |       |       | 26    |       | 0   |
| -   | Eric Hinton              | Norton    |       | Ret   |       |       |       | Ret   | Ret   | 0   |
| -   | Jimmy Buchan Jr          | Norton    |       | Ret   |       |       |       | Ret   |       | 0   |
| -   | Jack Findlay             | Norton    |       | Ret   |       |       |       | Ret   |       | 0   |
| -   | John Hartle              | MV Agusta |       | Ret   |       |       |       | Ret   |       | 0   |
| -   | Llewelyn Ranson          | Norton    |       | Ret   |       |       |       | Ret   |       | 0   |
| -   | Ernesto Brambilla        | MV Agusta |       |       | Ret   |       |       |       |       | 0   |
| -   | Jack Brett               | Norton    |       | Ret   |       |       |       |       |       | 0   |
| -   | Jack Bullock             | Matchless |       | Ret   |       |       |       |       |       | 0   |
| -   | Louis Carr               | Norton    |       | Ret   |       |       |       |       |       | 0   |
| -   | Eric Cheers              | Norton    |       | Ret   |       |       |       |       |       | 0   |
| -   | Artemio Cirelli          | Gilera    |       |       |       |       |       |       | Ret   | 0   |
| -   | Barry Cortvriend         | Matchless |       | Ret   |       |       |       |       |       | 0   |
| -   | George Costain           | Norton    |       | Ret   |       |       |       |       |       | 0   |
| -   | Adolfo Covi              | Norton    |       |       |       |       |       |       | Ret   | 0   |
| -   | Richard Creith           | Norton    |       |       |       |       |       | Ret   |       | 0   |
| -   | Davy Crawford            | Norton    |       |       |       |       |       | Ret   |       | 0   |
| -   | Bruce Daniels            | Norton    |       | Ret   |       |       |       |       |       | 0   |
| -   | Bertie Farlow            | Norton    |       |       |       |       |       | Ret   |       | 0   |
| -   | Ray Fay                  | Norton    |       | Ret   |       |       |       |       |       | 0   |
| -   | Peter Ferbrache          | Matchless |       |       |       | Ret   |       |       |       | 0   |
| -   | Robert Ferguson          | Norton    |       |       |       |       |       | Ret   |       | 0   |
| -   | Ralph Fox                | AJS       |       | Ret   |       |       |       |       |       | 0   |
| -   | Joe Glazebrook           | Norton    |       | Ret   |       |       |       |       |       | 0   |
| -   | Roger Graham             | Norton    |       | Ret   |       |       |       |       |       | 0   |
| -   | Owen Greenwood           | Triumph   |       | Ret   |       |       |       |       |       | 0   |
| -   | Francesco Guglielminetti | Norton    |       |       |       |       |       |       | Ret   | 0   |
| -   | Tom Hesketh              | Norton    |       | Ret   |       |       |       |       |       | 0   |
| -   | Richard Holmes           | BSA       |       |       |       |       |       | Ret   |       | 0   |
| -   | Richard Ingram           | Norton    |       | Ret   |       |       |       |       |       | 0   |
| -   | Len Ireland              | Norton    |       |       |       |       |       | Ret   |       | 0   |
| -   | Den Jarman               | Norton    |       | Ret   |       |       |       |       |       | 0   |
| -   | Lothar John              | BMW       |       |       | Ret   |       |       |       |       | 0   |
| -   | Host Kassner             | Norton    |       | Ret   |       |       |       |       |       | 0   |
| -   | Luigi Marcelli           | Norton    |       |       |       |       |       |       | Ret   | 0   |
| -   | Angus Martin             | Norton    |       | Ret   |       |       |       |       |       | 0   |
| -   | Giuseppe Mantelli        | Gilera    |       |       |       |       |       |       | Ret   | 0   |
| -   | Emanuele Maugliani       | Gilera    |       |       |       |       |       |       | Ret   | 0   |
| -   | Robert McCracken         | Norton    |       |       |       |       |       | Ret   |       | 0   |
| -   | Sid Mizen                | Norton    |       | Ret   |       |       |       |       |       | 0   |
| -   | Albert Moule             | Norton    |       | Ret   |       |       |       |       |       | 0   |
| -   | Frank Perris             | Norton    |       |       |       | Ret   |       |       |       | 0   |
| -   | Harry Plews              | AJS       |       | Ret   |       |       |       |       |       | 0   |
| -   | Ladislaus Richter        | Norton    |       |       |       | Ret   |       |       |       | 0   |
| -   | Bill Robertson           | Norton    |       | Ret   |       |       |       |       |       | 0   |
| -   | Walter Scheimann         | Norton    |       |       | Ret   |       |       |       |       | 0   |
| -   | Toni Schmitz             | Norton    |       |       |       |       |       | Ret   |       | 0   |
| -   | Ray Spence               | Norton    |       |       |       |       |       | Ret   |       | 0   |
| -   | Don Tickle               | Norton    |       |       |       | Ret   |       |       |       | 0   |
| -   | Alan Trow                | Norton    |       | Ret   |       |       |       |       |       | 0   |
| -   | Dino Valbonesi           | Gilera    |       |       |       |       |       |       | Ret   | 0   |
| -   | Martinus van Son         | Norton    |       |       |       |       |       |       | Ret   | 0   |
| -   | Roberto Vigorito         | Norton    |       |       |       |       |       |       | Ret   | 0   |
| -   | Arthur Wheeler           | AJS       |       | Ret   |       |       |       |       |       | 0   |
| -   | Lewis Young              | Norton    |       | Ret   |       |       |       |       |       | 0   |
| -   | Benedetto Zambotti       | Gilera    |       |       |       |       |       |       | Ret   | 0   |
| Pos | Pilot                    | Moto      | FRA · | IOM · | GER · | NED · | BEL · | ULS · | NAT · | Pts |

| Color   | Resultat                       |
| ------- | ------------------------------ |
| Or      | Guanyador                      |
| Argent  | 2n lloc                        |
| Bronze  | 3r lloc                        |
| Verd    | Va acabar sumant punts         |
| Blau    | Va acabar sense sumar punts    |
| Blau    | No classificat (NC)            |
| Porpra  | Es retirà (Ret o DNF)          |
| Vermell | No qualificat (NQ o DNQ)       |
| Vermell | No pre-qualificat (NPQ o DNPQ) |
| Negre   | Desqualificat (DSQ)            |
| Blanc   | No va començar (NVC o DNS)     |
| Blanc   | Abandonà (AB o WD)             |
| Blanc   | Retirat per lesió (LES)        |
| Blanc   | Cursa cancel·lada (C)          |
| Gris    | No va entrenar (NE o DNP)      |
| Gris    | No va arribar (NA o DNA)       |
| Gris    | Exclòs (EX)                    |

### 350 cc
| Posició | Pilot             | Moto      | Punts | Victòries |
| ------- | ----------------- | --------- | ----- | --------- |
| 1       | John Surtees      | MV Agusta | 48    | 6         |
| 2       | John Hartle       | MV Agusta | 16    | 0         |
| 3       | Bob Brown         | Norton    | 14    | 0         |
| 4       | Gary Hocking      | Norton    | 12    | 0         |
| 5       | Geoff Duke        | Norton    | 10    | 0         |
| 6       | Remo Venturi      | MV Agusta | 6     | 0         |
| 7       | Dickie Dale       | AJS       | 6     | 0         |
| 8       | John Hempleman    | Norton    | 6     | 0         |
| 9       | Bob Anderson      | Norton    | 5     | 0         |
| 10      | Alistair King     | Norton    | 4     | 0         |
| =       | Ernesto Brambilla | MV Agusta | 4     | 0         |
| 12      | Paddy Driver      | Norton    | 4     | 0         |
| 13      | Mike Hailwood     | AJS       | 2     | 0         |
| =       | Tom Phillis       | Norton    | 2     | 0         |
| 15      | Jim Redman        | Norton    | 2     | 0         |
| 16      | Terry Shepherd    | Norton    | 1     | 0         |
| =       | Dave Chadwick     | Norton    | 1     | 0         |
| =       | Gilberto Milani   | Norton    | 1     | 0         |

### 250 cc
| Posició | Pilot             | Moto      | Punts | Victòries |
| ------- | ----------------- | --------- | ----- | --------- |
| 1       | Carlo Ubbiali     | MV Agusta | 28    | 2         |
| 2       | Tarquinio Provini | MV Agusta | 16    | 2         |
| =       | Gary Hocking      | MZ        | 16    | 2         |
| 4       | Ernst Degner      | MZ        | 14    | 0         |
| 5       | Mike Hailwood     | Mondial   | 13    | 0         |
| 6       | Emilio Mendogni   | Morini    | 10    | 0         |
| 7       | Derek Minter      | Morini    | 7     | 0         |
| 8       | Tommy Robb        | GMS-MZ    | 7     | 0         |
| 9       | Horst Fügner      | MZ        | 6     | 0         |
| 10      | Geoff Duke        | Benelli   | 5     | 0         |
| 11      | Dave Chadwick     | MV Agusta | 4     | 0         |
| 12      | Libero Liberati   | Morini    | 3     | 0         |
| 13      | Horst Kassner     | NSU       | 2     | 0         |
| =       | Phil Carter       | NSU       | 2     | 0         |
| =       | Luigi Taveri      | MZ        | 2     | 0         |
| 16      | Rudi Thalhammer   | NSU       | 1     | 0         |
| =       | Dickie Dale       | Benelli   | 1     | 0         |
| 18      | Günter Beer       | Adler     | 1     | 0         |

### 125 cc
| Posició | Pilot             | Moto           | Punts | Victòries |
| ------- | ----------------- | -------------- | ----- | --------- |
| 1       | Carlo Ubbiali     | MV Agusta      | 30    | 3         |
| 2       | Tarquinio Provini | MV Agusta      | 28    | 2         |
| 3       | Mike Hailwood     | Ducati         | 20    | 1         |
| 4       | Luigi Taveri      | MZ / Ducati    | 14    | 0         |
| 5       | Ernst Degner      | MZ             | 13    | 1         |
| 6       | Bruno Spaggiari   | Ducati         | 8     | 0         |
| 7       | Derek Minter      | MZ             | 8     | 0         |
| 8       | Ken Kavanagh      | Ducati         | 8     | 0         |
| 9       | Gary Hocking      | MZ / MV Agusta | 7     | 0         |
| 10      | Horst Fügner      | MZ             | 6     | 0         |
| 11      | Werner Musiol     | MZ             | 4     | 0         |
| 12      | Francesco Villa   | Ducati         | 3     | 0         |
| 13      | Alberto Pagani    | Ducati         | 2     | 0         |
| 14      | Naomi Taniguchi   | Honda          | 1     | 0         |
| =       | Karl Kronmüller   | Ducati         | 1     | 0         |
| =       | Ulf Svensson      | Ducati         | 1     | 0         |
| =       | Arthur Wheeler    | Ducati         | 1     | 0         |